# Мединасели, Хуан Луис де ла Серда
Хуан Луис де ла Серда (исп. Juan Luis de la Cerda; 17 сентября 1544, Сифуэнтес — 29 мая 1594, Мадрид), 5-й герцог де Мединасели — испанский придворный и дипломат, гранд Испании.

## Биография
Второй сын Хуана де ла Серда, 4-го герцога де Мединасели, и Жуаны Мануэл Норонья.
4-й граф дель Пуэрто-де-Санта-Мария.
Получил воспитание во дворце Мединасели. В 14 лет получил титул маркиза де Когольюдо, владения, возведенного Филиппом II в ранг титула наследника герцога Мединасели, согласно диплому, выданному 13 июня 1558, и утвержденному секретарем Франсиско де Эрасо. В 1575 году наследовал отцу.
Как и отец, выполнял ответственные королевские поручения. Указом от 21 марта 1578 был направлен чрезвычайным послом к королю Себастьяну Португальскому, с выражением соболезнований по случаю кончины его бабки Екатерины Австрийской.
В 1585 году сопровождал короля в поездке в Арагон, участвовал в церемонии бракосочетания инфанты Каталины Микаэлы с герцогом Карлом Эммануэлем Савойским. 18 марта 1585, одновременно с герцогом Савойским и герцогом де Медина-де-Риосеко получил из рук короля цепь ордена Золотого руна.

## Семья
1-я жена: Исабель де Арагон (ум. 1578), дочь Антонио де Арагона, 2-го герцога де Монтальто, и Хулии Антонии де Кардона
Дети:
- Антония (1567—1607). Муж: Бернардино Манрике де Лара Мендоса, 5-й маркиз де Агилар-де-Кампос
- Хуан (1569—1607), 6-й герцог Мединасели. Жена 1): Ана де Куэва, дочь Габриэля де Куэвы, герцога де Альбукерке, и Хуаны де Лама; 2): Антония де Толедо

2-я жена: Хуана де ла Лама (1550—1584), маркиза де Ладрада, дочь Гонсало Фернандеса де ла Лама, 4-го маркиза де Ладрада, и Исабели Бениты де ла Куэва
Дети:
- Гонсало (1583—1644), маркиз де Ладрада. Жена (1603): Каталина Артеага
- Мария (1583—1606). Муж: Хуан Андрес Уртадо де Мендоса, маркиз де Каньете